# Кади, Хатун
Хатун Кади (араб. هتون قاضي‎) — комик и активистка из Саудовской Аравии, ведущая комедийного шоу Noon Al Niswa на YouTube, у которого 332 тысячи подписчиков (по состоянию на 1 июня 2023 года). Она представляет социальные явления с женской точки зрения, используя сарказм, избегая суждений и не пытаясь найти решения. Она известна своими сатирическими видеороликами о женских и семейных проблемах, часто освещает повседневную жизнь в Саудовской Аравии. Доктор Хатун Кади начала заниматься комедией, когда поняла, что в Саудовской Аравии много интернет-комиков, но в этой сфере не хватает женщин. В 2014 году она была названа одной из 100 женщин Би-би-си, в декабре 2016 года Би-би-си включила её в свой список пяти женщин, которых нет в Википедии, но они должны там быть (вместе с Лорой Коритон, Стефани Харви, Тесс Асплунд и Джудит Уэбб).
Кади — мать двоих детей, и ведёт еженедельную колонку для Arab News, англоязычной ежедневной газеты Саудовской Аравии. Кади получила две степени в Соединённом Королевстве. В 2009 году она получила степень магистра информационных технологий, управления и организации в Ланкастерском университете. В 2016 году она защитила докторскую диссертацию в Шеффилдском университете.
В декабре 2016 года Кади была среди группы инфлюенсеров из региона Персидского залива, начавших кампанию в поддержку сирийских беженцев в Иордании. Их целью было повысить осведомленность о проблемах сирийских беженцев в Иордании и привлечь финансовую поддержку. Инфлюенсеры публиковали письменные и видеоматериалы о своих посещениях сирийских лагерей беженцев, привлекая внимание к их страданиям.